# أدولف بيتروفيتش بيرجه
أدولف بيتروفيتش بيرجه ( 9 أغسطس 1828- 12 فبراير 1886)، (بالإنجليزية: Adolf Pyetrovich Berzhe، يُكتب أيضًا Bergé؛ (بالروسية: Адо́льф Петро́вич Берже́)، بالفارسية: آدولف برژه): كان بيروقراطيًا من الإمبراطورية الروسية ومؤرخًا استشراقيا، وكان مهتمًا بشكل أساسي بتاريخ وثقافة جنوب القوقاز. وكان أيضًا عالم آثار، وشغل منصب رئيس فرع القوقاز للجنة الآثار من 1864 وحتى 1886.